# Bengt H. Jonson

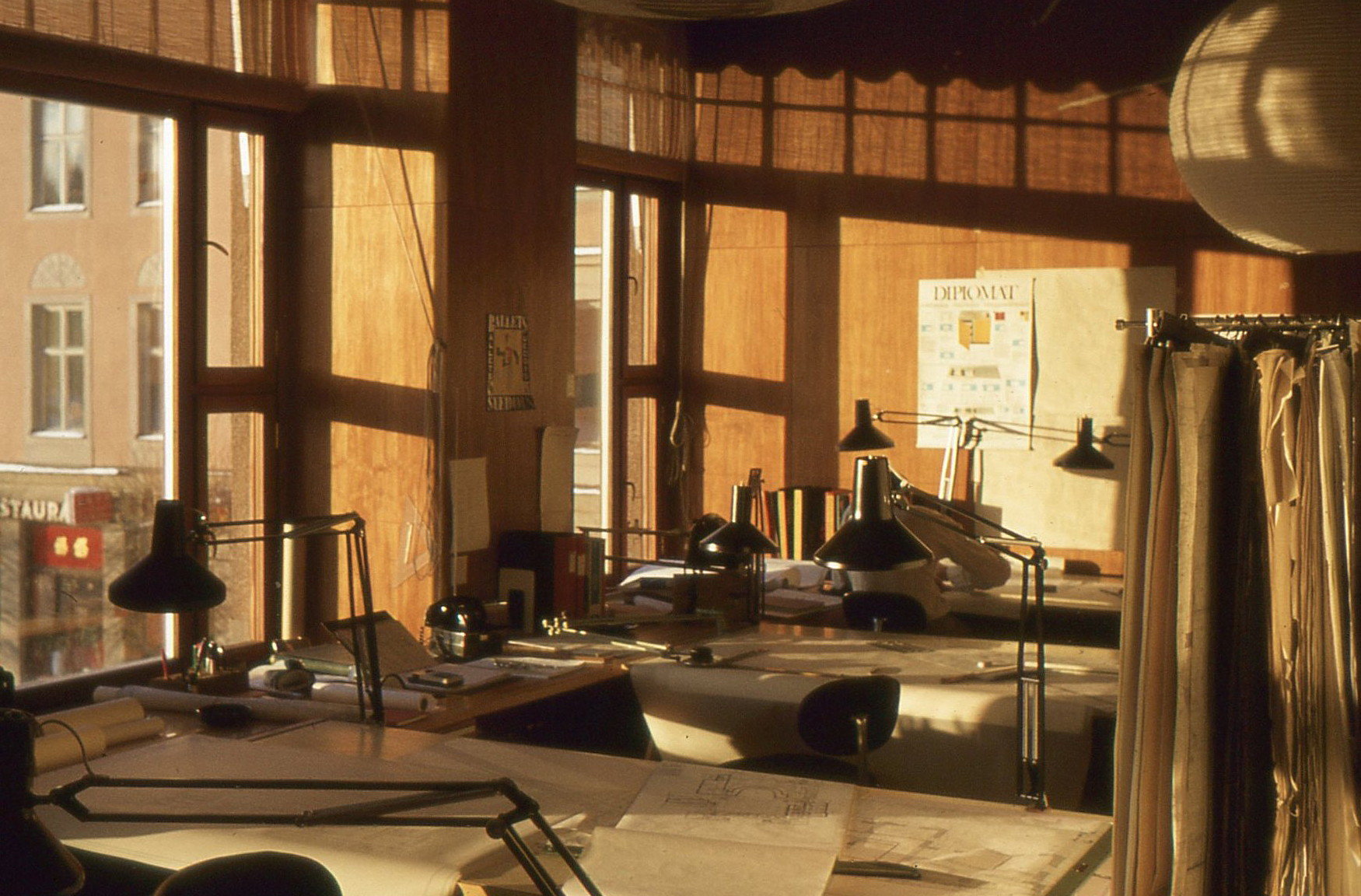
Bengt Holger Jonsons arkitektkontor i Modehuset 66an våning 1 tr, januari 1978.

Bengt Holger Josef Jonson, född 28 augusti 1925 i Brännkyrka församling, Stockholm , död 5 maj 2011 Hägerstens församling, Stockholm var en svensk arkitekt, huvudsakligen verksam i Stockholm. 
Jonson utbildade sig  vid Stockholms tekniska institut mellan åren 1942 och 1944 och vid Konstfacks avdelning  för möbler och inredning mellan 1950 och 1952, följd av studier vid KTH mellan 1955 och 1959. Jonson var anställd arkitekt hos bland andra Peter Celsing och Nils Tesch. Mellan åren 1963 och 1994 hade han sin egen verksamhet med kontor i Modehuset 66an vid Kornhamnstorg i Gamla stan. 
Jonson arbetade under hela sitt yrkesverksamma liv huvudsakligen med Operans ombyggnadsetapper som sträckte sig från 1963 till 1993. Bland andra uppdrag märks ombyggnad och inredning av Operakällaren (1958-1973), inventering, renovering och ombyggnad av bostadshus Fjällgatan  18-40 och Klevgränd 1C för Familjebostäder (1969-1984) samt ombyggnad av fastigheten Typhon 16 (kallad Modehuset 66an).